# Hiroko Oyamada
Hiroko Oyamada (小山田 浩子, Oyamada Hiroko, Hiroshima, 2 de noviembre de 1983) es una escritora japonesa. Ha ganado el Premio Shincho para escritores noveles, el Premio Oda Sakunosuke y el Premio Akutagawa.

## Biografía
Nació en Hiroshima y permaneció allí durante su etapa escolar, hasta graduarse por la Universidad de Hiroshima en Literatura Japonesa. Tras su graduación, Oyamada cambió de trabajo tres veces en cinco años, una experiencia que le sirvió de inspiración para su obra debut, "Kōjō" (Fábrica), que recibió el Premio Shincho para escritores noveles en 2010. Después de su debut, Oyamada pasó a trabajar a tiempo parcial en una revista local, pero dejó su puesto tras casarse con un compañero de trabajo.
En 2013, ganó el 30.º Premio Oda Sakunosuke por una colección de relatos liderada por "Kōjō" como historia principal. En ese mismo año, Oyamada publica en la revista literaria Shinchō una novela corta titulada Ana (Agujero) sobre una mujer que cae dentro de un agujero. La obra Ana fue galardonada con el 150.º Premio Akutagawa. Una integrante del jurado, la autora Hiromi Kawakami, elogió la habilidad de Oyamada para escribir sobre "fantasía en un entorno realista". En 2018 se publica el tercer libro de Oyamada, una colección de relatos titulada Niwa (Jardín) bajo la editorial Shinchosha.
Una edición en inglés de Kōjō, traducida por David Boyd, se publicó bajo el título The Factory en 2019, por la editorial New Directions Publishing.
Ha citado a Franz Kafka y a Mario Vargas Llosa como sus referentes literarios.
Vive en Hiroshima, con su marido e hija.

## Reconocimientos
- 2010: Premio Shincho para escritores noveles (42º)[2]
- 2013: Premio Oda Sakunosuke (30.º)[3]
- 2014: Premio Akutagawa (150.º, 2.º semestre de 2013)[4]

## Obras
En japonés
- Kōjō (Fábrica), Shinchosha, 2013, ISBN 9784103336419
- Ana (Agujero), Shinchosha, 2014,
- Niwa (Jardín), Shinchosha, 2018,

Traducciones al inglés
- "Spider Lilies", trad. Juliet Winters Carpenter, Granta 127, 2014[5]
- "The Factory", trad. David Boyd, New Directions, 2019.